# 1818년 영국 총선
1818년, 최대 7년마다 의회를 새로 소집하는 법에 따라 새 의회가 소집된다.

## 선거 결과
| 정당   | 의석 수 |
| ------ | ------- |
| 토리당 | 280석   |
| 휘그당 | 175석   |
| 기타   | 203석   |
| 합계   | 658석   |